# Nationale Universiteit Tsing Hua
De Nationale Universiteit Tsing Hua (NTHU Chinees: 國立清華大學) is een publieke onderzoeksuniversiteit in in Hsinchu, Taiwan. Deze universiteit is een afscheuring (1956) van de Tsinghua-universiteit (THU Chinees: 清华大学) die op 30 maart 1911 was opgericht in Beijing; en die tijdens de Japanse bezetting van Beijing naar Kunming (Yunnan) verhuisd was, maar na de Japanse capitulatie (3 september 1945) reeds in 1946 nog tijdens de Chinese burgeroorlog teruggekeerd was naar Beijing.  
De Nationale Universiteit Tsing Hua (NTHU) werd dus opgericht als een direct gevolg van de Chinese Burgeroorlog, met de actieve steun van enkele Westerse mogendheden, door academici die eerst verbonden waren met de oorspronkelijke Tsinghua-universiteit (THU) in Beijing, maar die zich hadden afgezet tegen het nieuwe regime en tegen de gevestigde Tsinghua-universiteitsleiding in Beijing.  Niet zelden ging het daarbij om academici die gecollaboreerd hadden met de Japanse bezetter, maar net zo goed konden zij deel hebben uitgemaakt van een Chinees nationalistische factie die tijdens de Chinese Burgeroorlog zowel tegen de Japanse bezetter als tegen de communisten vocht, maar na de Japanse capitulatie het pleit verloren had. Soms ging het om personen die om onduidelijke, al-dan-niet terechte redenen niet meer aan de bak kwamen op de campus in Beijing en nu dus op zoek waren naar andere opportuniteiten, of om academici die om puur ideologische redenen op de vlucht waren geslagen voor de Marxistisch-Leninistische stalinistische soviet-bevrijders en (zeker na het eind van de burgeroorlog in 1949-1950) hun maoistische volgelingen in Beijing.
Het logo van de Nationale Universiteit Tsing Hua (NTHU) lijkt goed op het logo van de originele Tsinghua-universiteit in Beijing (THU), doch er zijn ook enkele duidelijke verschillen.
In de QS World University Rankings van 2023 staat de NTHU Tsing Hua Universiteit (Hsinchu, Taiwan) wereldwijd op een 177ste plaats, waarmee zij als 2e Taiwanese universiteit op de ranglijst staat, en zowel internationaal als nationaal gezien ver achter de wereldwijd 14de plaats van de originele Tsinghua Universiteit-voorganger in Beijing blijft.